# 克灿格
克灿格（法語：Kœtzingue，法語發音：[kœtsɛ̃g] ⓘ）是法国上莱茵省的一个市镇，属于米卢斯区。

## 地理
克灿格（47°39'2"N, 7°23'32"E）面积5.14 平方千米，位于法国大東部大區上莱茵省，该省份为法国东部内陆省份，是阿尔萨斯的一部分，今与下莱茵省组成了阿尔萨斯欧洲集体，其北临下莱茵省，西接孚日省，西南接贝尔福地区省，东侧沿莱茵河与德国相望，南与瑞士接壤。
与克灿格接壤的市镇（或旧市镇、城区）包括：什利尔巴克、盖什皮岑、瓦尔特奈姆、马格斯塔莱巴、马格斯塔莱奥、采桑格、瓦尔巴克、朗特兹维莱。
克灿格的时区为UTC+01:00、UTC+02:00（夏令时）。

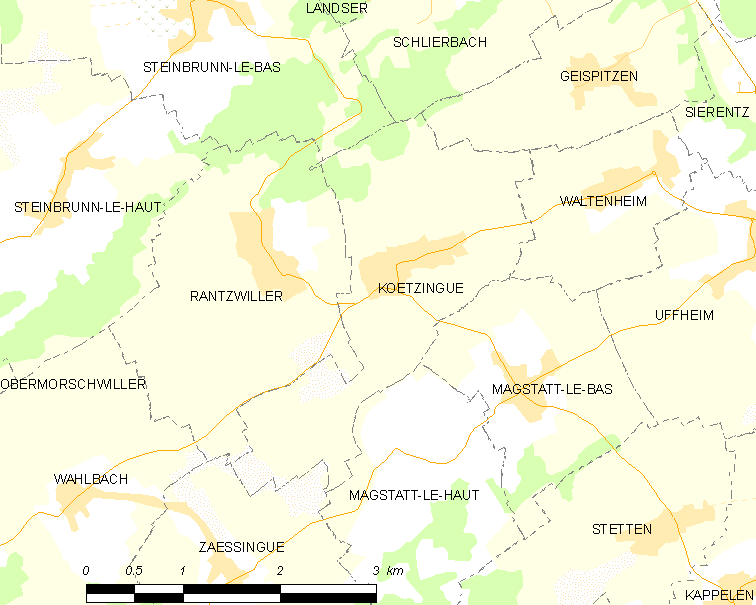
克灿格的OSM定位图

## 行政
克灿格的邮政编码为68510，INSEE市镇编码为68170。

## 政治
克灿格所属的省级选区为布伦什塔特县。

## 人口

1962-2008年间克灿格人口变化图示

克灿格于2022年1月1日时的人口数量为583人。